# Хаджи-Магомед Уркарахский
Хаджи-Магомед Уркарахский — кадий Уркараха и Верхнего Кайтага. Наиб имама Шамиля.

## Биография

### Положение в обществе
Хаджи-Магомед Уркарахский был шариатским судьей (кадием), имел сильное влияние не только на Уркарах, но на весь Верхний Кайтаг. Был главой тухума кьанцӀа, весьма зажиточного и уважаемого рода. Хаджи-Магомед был не бедным человеком. В то время, когда большая часть уркарахцев владели лишь мелким рогатым скотом, его тухум имел пегий (пестрый) крупный рогатый скот. У них было так много этого скота, что от этого и пошло название их тукхума и их называли кьанцӀаби — «владельцы пегого скота».

### Борьба против царизма
Имел сильную поддержку среди мусульман Уркараха и Кайтага. Он принадлежал к числу людей, желающих быть независимыми как от России, так и от их ставленника в Кайтаге, потерявшего в последнее время почти всё своё влияние на горцев из-за сотрудничества с ними.
Заручившись поддержкой имамата, Хаджи-Магомед организовывал антироссийские восстания в Уркарахе и призывал людей к газавату. Для подавления восстаний в Уркарах был отправлен Манюкин с многочисленной армией, состоящей из пехотинцев, конниц и артиллерии.

Царское командование писало:
Уркарахского кадия Хаджи-Магомеда, главного виновника волнения, взять и заарестовать, в случае же если войска наши встретят со стороны жителей сопротивление, взять Уркарах и разорить его до основания.
До прихода войск уркарахцы получили «значительные подкрепления из Кайтага и просили помощи у Шамиля и Абакар-Хаджи». Сопротивление Хаджи-Магомеда и его отряда не было успешным, так как силы были абсолютно неравны, и кадий принял решение уйти со своими людьми из Уркараха. Его дом и дома его соратников были разорены и сожжены.
После пленения Шамиля Хаджи-Магомед и сам принял предложение в 1862 году быть окружным кадием в окружном суде, которым был до смерти в 1867 году.